# Varietat lineal
Una varietat lineal d'un espai afí (A,E,f), on A és un conjunt de punts, E és un K-espai vectorial, i f és l'aplicació definida segons:
f: AxA --→ E
(p,q)-→ pq (vector). Es defineix a partir d'un subconjunt F de E, tal que si a€A:
a+F={b€A : b = a+u, u€F}, en altres paraules, fixat un a€A, ens podem situar a un punt b€A, i moure'ns linealment en la direcció d'un v€E arbitrari.